# Баркарола (Шопен)
Баркарола Fis-dur op. 60 Фредерика Шопена — фортепіанний твір, написаний у 1845–1846 роках, того ж року й виданий. В цьому творі Шопен звертається до жанру баркароли — пісні венеційських гондольєрів, що в XIX столітті надихнула багатьох видних композиторів, зокрема Ф. Мендельсона, Ф. Ліста чи Ґ. Форе.
Часто звертається увага на спорідненість Баркароли з ноктюрнами, a також Колисковою op. 57.